# Cullen (Escòcia)
Cullen és una localitat situada al consell de Moray, a Escòcia, amb una població estimada de 1430 habitants l'any 2016.
Està situada al nord-est d'Escòcia, prop de la costa del fiord de Moray (mar del Nord) i a l'oest de la ciutat d'Aberdeen.